# Ectropis defervescens
Ectropis defervescens là một loài bướm đêm trong họ Geometridae.